# Sant Vicenç de Constantins
Sant Vicenç de Constantins és una església del poble de Constantins, al municipi de Sant Gregori (Gironès) protegit com a bé cultural d'interès local. Es tracta d'una església de planta rectangular, amb coberta de teula àrab a dos vessants acabades a la façana lateral amb una ràfec d'una filera de teula i tres de rajol pintat amb calç. Les parets portants són de pedra morterada que és arrebossada a la façana principal deixant a la vista els carreus bisellats de la porta d'accés. Es remata la façana principal amb un campanar d'espadanya format per tres forats. L'església està documentada ja l'any 1182. Era d'estil romànic però ara ja no en queda res, era dedicada a Sant Vicenç aquesta advocació s'ha mantingut fins avui.